# Arturo Pazzi

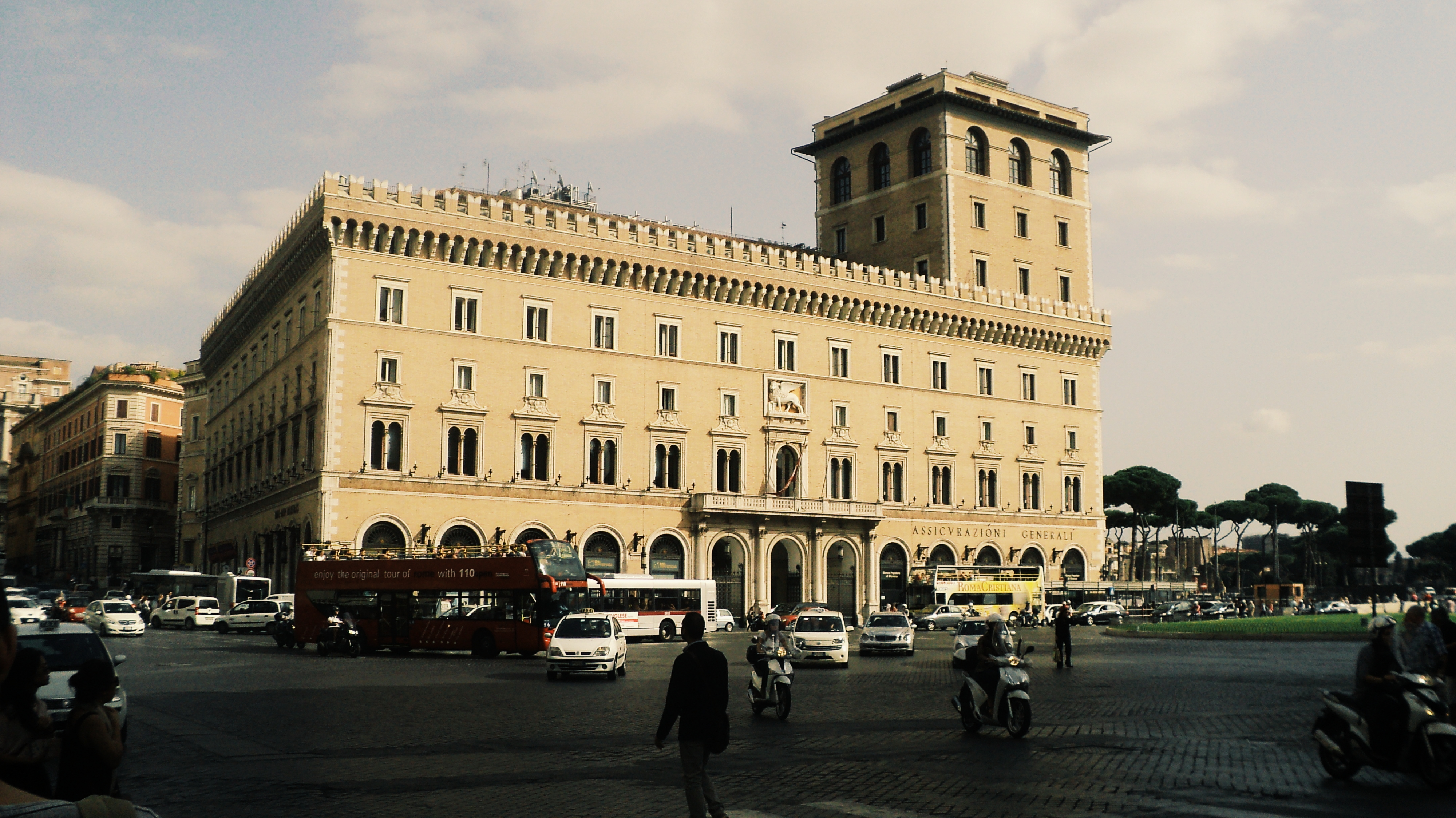
Le palais des assurances Generali, sur la Piazza Venezia.

Arturo Pazzi (né le 19 septembre 1867 à San Martino dall'Argine, mort à Rome le 24 février 1941), est un architecte italien de la première moitié du XXe siècle.

## Principaux ouvrages
- Villa Vitale
- Palais des Assurances Générales (Rome)
- Piazza Venezia